# Wulin (köpinghuvudort i Kina, Heilongjiang Sheng, lat 44,82, long 129,79)
Wulin (kinesiska: 五林, 五林镇) är en köpinghuvudort i Kina. Den ligger i provinsen Heilongjiang, i den nordöstra delen av landet, omkring 270 kilometer sydost om provinshuvudstaden Harbin. Antalet invånare är 49 569. Befolkningen består av 24 299 kvinnor och 25 270 män. Barn under 15 år utgör 12,0 %, vuxna 15-64 år 78 %, och äldre över 65 år 9,0 %.
Runt Wulin är det ganska glesbefolkat, med 43 invånare per kvadratkilometer. Närmaste större samhälle är Chaihe, 11,1 km sydväst om Wulin. Trakten runt Wulin består till största delen av jordbruksmark.
Genomsnittlig årsnederbörd är 895 millimeter. Den regnigaste månaden är juli, med i genomsnitt 188 mm nederbörd, och den torraste är januari, med 7 mm nederbörd.